# 平見勇雄
平見 勇雄（ひらみ いさお、1960年2月 - ）は、日本の言語学者。吉備国際大学文化財学部アニメーション文化学科教授。専門は認知言語学で、特に英語の所有構文（possessive construction）の認知意味論的観点からの研究に業績がある。

## 来歴
香川県高松市生まれ。東京大学大学院総合文化研究科言語情報科学専攻修士課程修了。
吉備国際大学社会福祉学部子ども福祉学科准教授を経て、吉備国際大学文化財学部アニメーション文化学科准教授、2020年4月同教授。
東京都文京区目白台の男子学生寮和敬塾の同窓会四国支部長も務めていた。

## 音楽活動
専門の言語学のほかに、音楽にも造詣が深い。この事から2015年さぬき映画祭企画映画「よるべしるべ」（監督：清水光二。吉備国際大学アニメーション文化学科学科長）の音楽担当者の一人として、いくつかの劇伴の作曲を行った。また同映画主題歌「ふたり時間」（作詞：来生えつこ、編曲：岩戸崇、歌：nanami）の作曲も担当している。